# Meuleuweuk
Meuleuweuk is een bestuurslaag in het regentschap Pidie van de provincie Atjeh, Indonesië. Meuleuweuk telt 460 inwoners (volkstelling 2010).